# Assyriërs (volk)
De Assyriërs (Syrisch: ܐܬܘܪ̈ܝܐ), ook bekend als Suraye of Syrische christenen (zie: Naamconflict Syrische christenen), zijn een etnische groep uit het huidige Irak, Iran, Syrië, en Turkije. De Assyriërs zijn een semitisch volk en voornamelijk oosterse christenen, verdeeld over verschillende oosterse kerken. Ze spreken en schrijven in verschillende dialecten van het Syrisch. In die taal, die is voortgekomen uit het Aramees, noemen ze zichzelf Suraye: een etno-religieuze benaming die ‘Syrisch sprekende christen’ betekent.
Vele Assyriërs zijn in de twintigste eeuw geëmigreerd. Ze hebben zich gevestigd in West-Europa, Noord-Amerika, Australië, Nieuw-Zeeland, Libanon, Jordanië, Israël, Armenië, Georgië, het zuiden van Rusland en Azerbeidzjan.

## Identiteit
Syrische christenen in het Midden-Oosten en de diaspora gebruiken verschillende endoniemen en exoniemen, gebaseerd op tegenstrijdige overtuigingen over de oorsprong en identiteit van hun gemeenschappen. Tijdens de 19e eeuw geloofde de Engelse archeoloog Austen Henry Layard dat de inheemse christelijke gemeenschappen in de historische regio Assyrië afstammen van de oude Assyriërs, een mening die ook werd gedeeld door William Ainger Wigram. Hoewel tegelijkertijd Horatio Southgate en George Thomas Bettany tijdens hun reizen door Mesopotamië beweerden dat de Syrische christenen de afstammelingen zijn van de Arameeërs.
Tegenwoordig voelen Assyriërs en andere etnische minderheidsgroepen in het Midden-Oosten de druk om zich te identificeren als “Arabieren”, “Turken” en “Koerden”. Bovendien maken de westerse media vaak geen melding van enige etnische identiteit van de christenen in de regio en noemen hen eenvoudigweg christenen, Iraakse christenen, Iraanse christenen, christenen in Syrië en Turkse christenen, een label dat door de Assyriërs wordt verworpen.

### Zelfaanduiding
Hieronder staan enkele termen beschreven die vaak door Assyriërs worden gebruikt om hun identiteit aan te duiden:
- Assyrisch, genoemd naar hun etniciteit als afstammelingen van het oude Assyrische volk,[13] wordt bepleit door volgelingen uit alle in het Midden-Oosten gevestigde kerken van de Oost- en West-Syrische ritus. (zie Syrisch christendom)[3]
- Chaldeeuws is een term die eeuwenlang door westerse schrijvers en geleerden werd gebruikt als aanduiding voor de Aramese taal. De term werd zo ook gebruikt door Hiëronymus,[14] en was nog steeds de gangbare term in de negentiende eeuw.[15][16][17] Pas in 1445 begon de term gebruikt te worden om Aramese sprekers aan te duiden die in gemeenschap waren gekomen met de Rooms-Katholieke Kerk. Dit gebeurde op het Concilie van Florence,[18] dat de geloofsbelijdenis aanvaardde die Timotheus, metropoliet van de Aramese sprekers op Cyprus, in het Aramees aflegde, en dat verordende dat “niemand in de toekomst Chaldeeërs zal durven noemen [...], Nestorianen".[19][20][21] Hiervoor, toen er nog geen katholieke Aramese sprekers van Mesopotamische afkomst waren, werd de term 'Chaldeeuws' toegepast met expliciete verwijzing naar hun 'Nestoriaanse' geloof. Zo schreef Jacques de Vitry in 1220/1 over hen dat "ze ontkenden dat Maria de Moeder van God was en beweerden dat Christus in twee personen bestond. Ze heiligden gezuurd brood en gebruikten de 'Chaldeeuwse' (Syrische) taal".[22] Tot de tweede helft van de 19e eeuw bleef de term "Chaldeeuws" algemeen gebruikt voor Oost-Syrische christenen, of ze nu "Nestoriaans" of katholiek waren.[23][24][25][26] In 1840, tijdens een bezoek aan Mesopotamië, rapporteerde Horatio Southgate dat lokale Chaldeeën zichzelf beschouwen als afstammelingen van de oude Assyriërs,[7] en in sommige latere werken vermeldde hij ook dezelfde oorsprong voor de lokale Jacobieten.[27][28]
- Aramees, ook bekend als Syrisch-Aramees,[29] genoemd naar het oude Aramese volk, wordt bepleit door sommige volgelingen vanuit de in het Midden-Oosten gevestigde kerken van de West-Syrische ritus.[30][31] Bovendien hebben Assyriërs die zich identificeren als Arameeërs erkenning gekregen van de Israëlische regering.[32][33] Merk op dat de oude Arameeërs een aparte etnische groep waren die gelijktijdig met het Assyrische rijk leefde in wat nu Syrië is en delen van Libanon, Israël, de Westelijke Jordaanoever en Gaza, Jordanië, Irak en Turkije.[34][35][36][37]

## Demografie

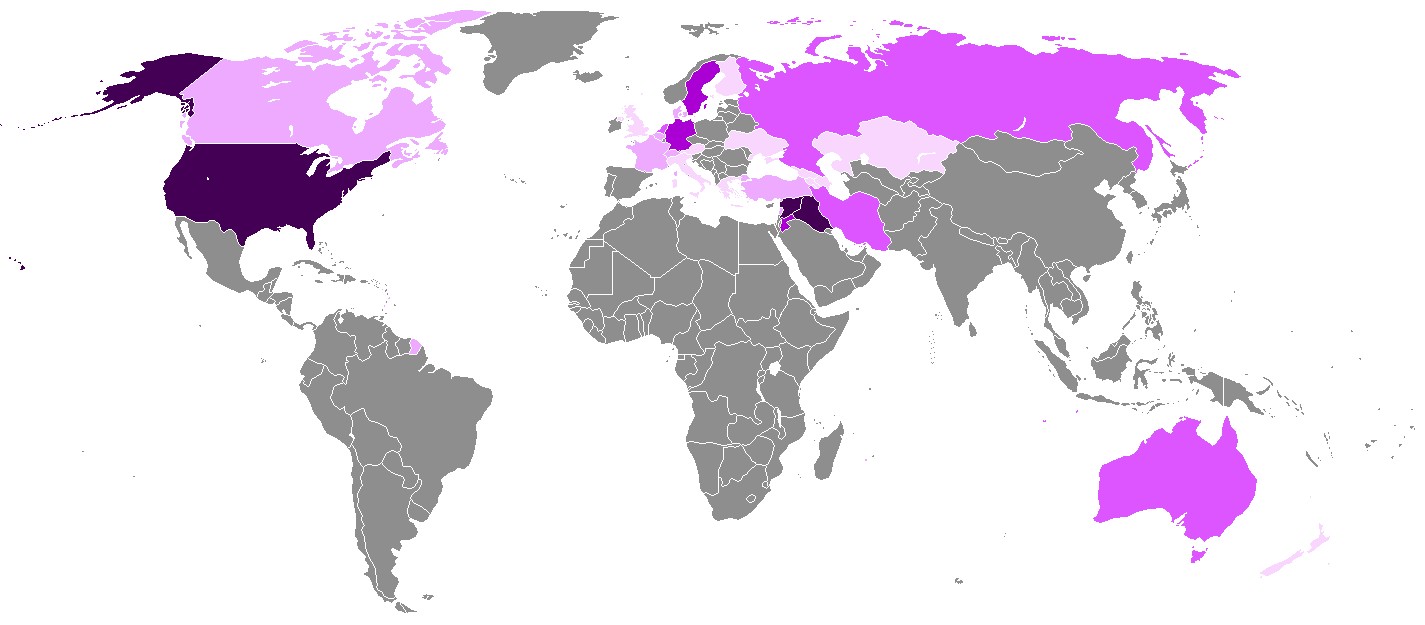
Assyrische diaspora.
meer dan 500.000
100.000 - 500.000
50.000 - 100.000
10.000 - 50.000
minder dan 10.000

De Assyriërs worden beschouwd als een van de inheemse volkeren van het Midden-Oosten. Hun vaderland verspreidt zich over het gebied rondom de Tigris en de Eufraat. De Assyriërs komen oorspronkelijk uit Irak, Zuidoost-Turkije, Noordwest-Iran en Noordoost-Syrië.

### Subgroepen
Er zijn drie belangrijke Assyrische subgroepen: Oostelijk, Westelijke en Chaldeeuws. Deze onderverdelingen overlappen elkaar slechts gedeeltelijk in taalkundig, historisch, cultureel en religieus opzicht.
- De oostelijke subgroep (Madenhaye) bewoonde historisch gezien Hakkari in het noordelijke Zagrosgebergte, de Simele- en Sapna-valleien in Nuhadra, en delen van de vlakten van Nineveh en Urmia. Ze spreken Noordoost-Neo-Aramese dialecten en zijn religieus divers, waarbij ze aanhangers zijn van de Oost-Syrische kerken[38] en het protestantisme.[39]
- De Chaldeeuwse subgroep valt onder de oostelijke subgroup. De groep wordt vaak gelijkgesteld met de aanhangers van de Chaldeeuwse Katholieke Kerk,[40] maar niet alle Chaldeeuwse katholieken identificeren zich als Chaldeeuws.[41][42] Traditioneel zijn ze sprekers van Noordoost-Neo-Aramese dialecten, maar er zijn ook enkele Turoyo-sprekers. In Irak bewonen Chaldeeuwse katholieken de dorpen Alqosh, Batnaya, Tel Keppe en Tesqopa in de westelijke vlakte van Nineveh, evenals de Nahla-vallei en Aqra. In Syrië wonen ze in Aleppo en het gouvernement van Al-Hasakah. In Turkije leven ze verspreid in Istanbul, Diyarbakir, de provincie Sirnak en de provincie Mardin.[43]
- De westelijke subgroep (Maherbaye), historisch wonend in de regio van Tur Abdin.[44][45] Ze spreken voornamelijk de Centraal-Neo-Aramese taal Surayt (ook bekend als Turoyo).[46] De meesten hangen de West-Syrische kerken aan,[38] zoals de Syrisch-Orthodoxe Kerk van Antiochië en de Syrisch-Katholieke Kerk. Tegenwoordig zijn er ook evangelische groepen die hun eigen kerken in de diaspora hebben gesticht. Historisch gezien was de de Syrisch-orthodoxe cultuur gecentreerd in twee kloosters in de buurt van Mardin (ten westen van Tur Abdin), Mor Gabriel en Deyrulzafaran.[47] Historische Assyrische dorpen, waarvan sommige nog steeds bewoond worden door Assyriërs in Turabdin, omvatten onder andere: Aynwardo, Anhil, Kafro, Miden, Arnas, Beth Debe, Beth Kustan, Beth Sbirino, Dayro da-Slibo, Hrabemishka, Qartmin, Arkah, Arbo, Mizizah, Kfraze, Hah, Marbobo, Salah, Sare en Hapsis. Bovendien waren de steden Midyat en Beth Zabday  historisch gezien Assyrische steden met een Assyrische meerderheid, maar dit is tegenwoordig niet langer het geval. Buiten het gebied van de Assyrische kernnederzetting in Tur Abdin waren er ook aanzienlijke populaties in de steden Diyarbakır, Urfa, Harput en Adiyaman[48] evenals in enkele andere dorpen.

### Syrië
In het begin van het Frans Mandaat Syrië vestigde zich een toestroom vluchtelingen uit de nu Turkse gebieden in het noorden van het huidige Syrië, net over de grens met Turkije. Deze vluchtelingenstroom vond plaats door de Assyrische Genocide tijdens de Eerste Wereldoorlog. In 1933 kwamen vluchtelingen uit het nieuwe onafhankelijke Irak naar Syrië als gevolg van de slachtpartijen op de Assyriërs, bekend onder de naam Genocide van Simele.
De hoeveelheid Assyriërs afkomstig uit Syrië is zeer significant. Vóór de oorlog woonden er naar schatting 400.000 Assyriërs in het land (5% van de bevolking).
Na plaatselijke incidenten verzochten in 1936 religieuze en politieke leiders in de provincie Al-Jazira (nu Al Hasakah) de Franse autoriteiten om de provincie met zijn gemengde bevolking een autonome status te geven, zoals de Sanjak van Alexandretta, het grondgebied van de alevieten van de Jabal el-Dourouz. Dit zonder resultaat omdat de Arabische nationalisten in Damascus tegen elke balkanisering van de toekomstige onafhankelijke Syrische Republiek waren.
In 1957 werd in Syrië de Assyrische Democratische Organisatie opgericht door Assyrische en andere christelijke centrumlinkse intellectuelen,

### Turkije
Het aantal Assyriërs in Turkije wordt geschat op 15.000. Ze wonen vooral in Istanboel en het oosten van Turkije. In Hakkari en Botan dat bekendstaat als een thuisland voor de Assyriërs, wonen nog slechts 3.000 Assyriërs. Na de Assyrische genocide in 1915 zijn vele Assyriërs uit Turkije gevlucht naar Libanon, Jordanië, Iran, Irak en de westerse wereld. De Assyriërs die naar Irak vluchtten kwamen vooral uit Hakkari. De rest van de Assyriërs in Botan vluchtte aan het einde van de 20ste eeuw naar West-Europa door gevechten tussen de Koerdische PKK en het Turkse leger.
Aanvallen op de Assyrische bevolking:
- Herbolé: Verwoest in 1992.
- Hesana: Verwoest in november 1993.
- Bespin: In 1994 werd het christelijke dorp ingenomen door moslims. 'Er resten nog maar een paar Assyrische families'.[bron?]
- Geznakh: In 1994, van de 40 gezinnen rest er nog maar een. Heden wonen er meerdere gezinnen in het dorp, voornamelijk ouderen. De meerderheid van het dorp dat gevlucht is woont nu in Europa.

In 2001 nodigde de Turkse regering de Assyriërs uit om terug te keren naar Turkije. Een klein aantal heeft dit ook gedaan.

### Irak
Assyrische volgelingen van de Chaldeeuws-Katholieke Kerk vormen de meerderheid van de Iraakse christelijke bevolking sinds de bekering tot het Katholicisme van de Assyrische Kerk van het Oosten in de 17e en de 18e eeuw.

### Diaspora
Sinds de Assyrische genocide zijn veel Assyriërs gevlucht uit hun thuisland voor een veiliger en comfortabel leven in het westen. Sinds het begin van de 20e eeuw is de Assyrische bevolking in het Midden-Oosten drastisch afgenomen. Vandaag de dag zijn er meer Assyriërs in Europa, Noord-Amerika en Australië dan in hun voormalig thuisland.
Een totaal van 550.000 Assyriërs wonen in Europa. Grote Assyrische diasporagemeenschappen zijn te vinden in Duitsland, Zweden, de Verenigde Staten en Australië. De grootste Assyrische diasporagemeenschappen zijn te vinden in Södertalje, Chicago en Detroit.

## DNA-onderzoek
Recent DNA-onderzoek, uitgevoerd door Cavalli-Sforza, Paolo Menozzi en Alberto Piazza, “toont aan dat Assyriërs duidelijk een genetisch profiel hebben dat hun bevolking onderscheidt van alle andere populaties.” Genetisch onderzoek onder de Assyriërs uit Perzië heeft aangetoond dat er weinig vermenging is geweest met de islamitische Perzische bevolking en dat van een individueel Assyriër de genen relatief dicht bij die van de Assyrische bevolking als geheel ligt. Cavalli-Sforza stelt bovendien “De Assyriërs zijn een vrij homogene groep mensen, vermoedelijk afkomstig uit het oude Assyrië in Noord-Irak” en “ze zijn christenen en zijn misschien wel bonafide afstammelingen van hun naamgenoten.” “De genetische gegevens zijn compatibel met historische gegevens dat religie een belangrijke rol heeft gespeeld tijdens de christelijke jaartellingen in het handhaven van de Assyrische identiteit”.
In een studie uit 2006 van het Y-chromosoom DNA van zes regionale Armeense bevolkingsgroepen, waaronder, ter vergelijking, Assyriërs en Syrische Arabieren, vonden de onderzoekers dat “De Semitische populaties (Assyriërs en Syrische Arabieren) zeer verschillend zijn van elkaar op basis van de vergelijkende assen. Dit verschil, ook ondersteund door andere vergelijkingen, wijst op zwakke genetische verwantschap tussen de twee populaties met verschillende historische bestemmingen.”

## Religie

Een Syrisch-Orthodox klooster in Mosoel, Ottomaans Syrië, begin 20e eeuw

Het Assyrische volk behoort tot de volgende christelijke kerken:
- de Assyrische Kerk van het Oosten
- de Syrisch-Orthodoxe Kerk
- de Chaldeeuws-Katholieke Kerk
- de Maronitische Kerk
- de Syrisch-Katholieke Kerk
- de Rooms-Katholieke Kerk
- de Syrisch-evangelische Kerk

In de 19e eeuw troffen westerse missionarissen de Syrische gemeenschappen geïsoleerd aan. De clerus en het volk bleken nu, in vergelijking met het intussen ontwikkelde Westen, ongeschoold en de infrastructuur was vrijwel niet aanwezig.

## Internationale erkenning
In de diaspora, zowel in de Verenigde Staten als in Australië
 en Nieuw-Zeeland zijn de Assyriërs een officieel (in de volkstellingen) erkende etniciteit.
In Irak worden de Assyriërs door de overheid en door de Amerikaanse regering erkend, waarbij de namen Assyrisch/Suryoyo/Chaldeeuws samen gebruikt als benaming voor de Assyrische gemeenschap.

## Geschiedenis

### Oudheid
De oorsprong van de Assyriërs ligt in de Sumero-Akkadische beschaving die ca. 4000-3500 v.Chr. in Mesopotamië (Beth Nahrin) ontstond, in het bijzonder de noordelijke regio van de Akkadische gebieden, die in de 24e eeuw v.Chr. bekendheid kreeg onder naam Assyrië. De Assyrische natie bestond als een onafhankelijke staat, en was een machtig rijk, uit de 24e eeuw voor Christus tot het einde van de 7e eeuw voor Christus. Assyrië bleef een geopolitieke entiteit na de val, en werd geregeerd als een bezette provincie onder de heerschappij van verschillende rijken uit de late 7e eeuw voor Christus tot het midden van de 7e eeuw na Christus.
Sindsdien is het Assyrische volk geleidelijk uitgegroeid tot een minderheid in hun thuisland. Vandaag de dag maakt dat oude grondgebied deel uit verschillende naties; het noorden van Irak, een deel van het zuidoosten van Turkije en het noordoosten van Syrië.

### Ottomaanse Rijk
Het Ottomaanse Rijk had een uitgebreid systeem voor het beheer van niet-moslims. Mensen van het Boek (of dhimmi, zoals joden, christenen en mandaeërs) ontvingen een tweede klasse behandeling, maar werden wel getolereerd.
In het Ottomaanse Rijk werd deze religieuze status gesystematiseerd als het millet systeem. Elke religieuze minderheid legde verantwoording af aan de overheid door middel van haar belangrijkste godsdienstige vertegenwoordiger. De christenen waren verdeeld in vele etnische groepen en denominaties, meestal georganiseerd in een hiërarchie van bisschoppen onder leiding van een patriarch. De Syrisch orthodoxen onder de Ottomanen vielen aanvankelijk onder het Armeense patriarchaat maar dienden een verzoekschrift in bij de Hoge Raad en kregen erkenning als een aparte gemeenschap, net als de Chaldeeuws-Katholieke Kerk, de Syrisch-Katholieke Kerk en de Assyrische Kerk van het Oosten. Laatstgenoemde kerk lag het meest afgelegen in afstand van de Raad in Istanboel.
De 19e-eeuwse inmenging van Rusland, Frankrijk en andere Europese machten in het lot van de christenen in het Midden-Oosten bracht een geleidelijke verhoging van hun positie. De economische, educatieve en professionele ontwikkeling van de Assyriërs wekte de afgunst van de Ottomaanse leiders, die hun eigen islamitische status gebruikten om Assyriërs te vervolgen.
Tot het protestantisme bekeerde Assyriërs wilden geen jaarlijks tribuut meer betalen aan de patriarch, die vervolgens een deel van de vergoeding aan de Raad betaalde. Ze wilden rechtstreeks met de Raad handelen, een eigen stem hebben en niet onderworpen worden aan de regels van het patriarchale systeem. Dit algemeen protestantse handvest werd toegekend in 1850.

### Genocide

Monument ter gedachtenis aan de volkenmoord op de Assyriërs onder het Ottomaanse Rijk te Parijs, 2006.

Behalve diverse massamoorden in de voorgaande eeuwen, zijn in de periode 1914 tot 19) 1,5 miljoen christenen (waaronder Assyriërs) gedood door Ottomaanse soldaten en Koerden. De genocide is bekend geworden onder de naam Armeense Genocide; Assyriërs spreken hiernaast ook over de Assyrische genocide. Veel Assyriërs vluchtten weg uit het Ottomaanse Rijk, en vandaag de dag zijn er meer Assyriërs in Europa, Noord-Amerika en Australië dan in hun voormalig thuisland.
Na het einde van het Britse mandaat over Irak deed een nieuwe massamoord zich voor. In augustus 1933 maakte het Iraakse leger tientallen dorpen met de grond gelijk en voerde massa-executies uit. Daarbij zijn tienduizenden van het leven beroofd. De Assyriërs herdenken op 7 augustus de slachtoffers van 1933 in de Iraakse plaats Simele.

### Moderne tijd
Naast de Assyrische genocide en het Simele-bloedbad werd ook veel emigratie veroorzaakt door de islamitische revolutie in Iran (1979), het Arabisch-Nationalistische Ba'ath-beleid in Irak en Syrië, de Al-Anfaloperatie van Saddam Hoessein. Ook zijn Assyriërs het slachtoffer van salafistische en wahabistische terreur.
De Syrische Burgeroorlog heeft ook tot gevolg dat Syrische christenen, waaronder Assyriërs, het doelwit zijn van salafistische en wahabistische terreur.